# Senecio hjertingii
Senecio hjertingii là một loài thực vật có hoa trong họ Cúc. Loài này được Cabrera miêu tả khoa học đầu tiên năm 1966.